# Delavan (Illinois)
Delavan – miasto w Stanach Zjednoczonych, w stanie Illinois, w hrabstwie Tazewell.